# Birmingham (kráter)

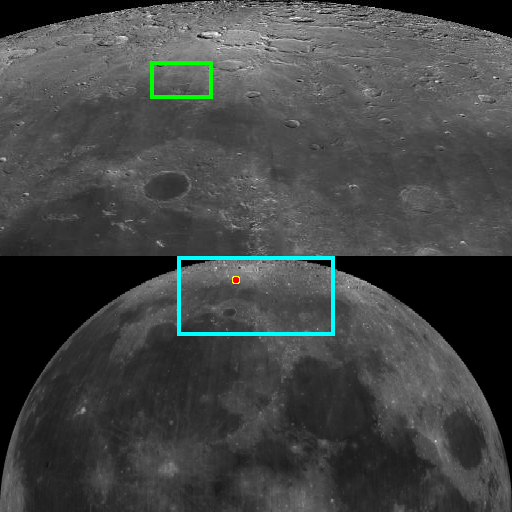
Poloha kráteru Birmingham

Birmingham je pozůstatek starého kráteru nacházející se na severním okraji střední části Mare Frigoris (Moře chladu) na přivrácené straně Měsíce. Má průměr 92 km. Je pojmenován podle irského astronoma Johna Birminghama. Jeho okrajový val je nepravidelného tvaru a značně erodovaný. Uvnitř se nachází několik satelitních kráterů, dno je dosti nerovné.
Západně lze nalézt kráter Fontenelle, severovýchodně Epigenes, východně pak obdobně erodovaný velký kráter W. Bond.

## Satelitní krátery
V okolí kráteru se nachází několik dalších kráterů. Ty byly označeny podle zavedených zvyklostí jménem hlavního kráteru a velkým písmenem abecedy.
| Birmingham | Sel. šířka | Sel. délka | Průměr |
| ---------- | ---------- | ---------- | ------ |
| B          | 63.6° S    | 11.3° Z    | 8 km   |
| G          | 64.5° S    | 10.2° Z    | 5 km   |
| H          | 64.4° S    | 10.6° Z    | 7 km   |
| K          | 65.0° S    | 13.1° Z    | 6 km   |